# نسيم بدروش
نسيم إسماعيل سالم بدروش لاعب كرة سلة دولي ليبي مواليد طرابلس بتاريخ 13 أكتوبر 1998 يلعب لصالح النادي الأهلي لكرة السلة (طرابلس) متخرج من كلية الطب البشري كما حقق سنة 2014 رقما قياسيا في تصفيات بطولة أفروباسكت بعد أن حقق 14 تمريرة حاسمة في مباراة منتخب ليبيا لكرة السلة و نظيره المنتخب الأوغندي

## بداياته
لعب في بداياته كرة القدم ضمن النادي الأهلي طرابلس ثم انتقل هو و شقيقه للعب كرة السلة في نادي اليرموك بـ ( جنزور ) قبل أن يعود لـ (لأهلي طرابلس) ليبدأ سلسلة نجاحاته و تألقه كلاعب كما أنه كان ضمن تشكيلة منتخب ليبيا لكرة السلة في البطولة الأفريقية لكرة السلة سنة 2009

## مسيرته
- نادي اليرموك الليبي
- النادي الأهلي الرياضي طرابلس
- نادي شعب حضرموت اليمني [1]
- نادي دجلة الجامعي [2]

## إنجازاته
- أفضل لاعب في الدوري الليبي لكرة السلة موسم 2022-2023 [3]
- صاحب الرقم القياسي في عدد الرميات الثلاثية حيث سجل 12 رمية ثلاثية في 26 دقيقة بمعدل رمية ثلاثية كل دقيقتين[4]
- لقب الدوري الإفريقي لكرة السلة (بال) 2025 مع الأهلي طرابلس
- برونزية بطولة دبي لكرة السلة النسخة 33[5]
- الدوري الليبي الممتاز لكرة السلة مرتين 2020-2021 / 2021-2022
- كأس ليبيا لكرة السلة مرتين 2016-2017 / 2021

## وصلات خارجية
- الاتحاد الدولي لكرة السلة: ليبيا تتطلع إلى ظهورها الـ5 في أفروباسكت - لقاء مع نسيم بدروش
- “صانع الألعاب الأبرز”.. نسيم بدروش يتألق بأرقام قياسية مذهلة
- نسيم بدروش والساعدي يظهران في الدوحة